# Svobodná strana Rakouska
Svobodná strana Rakouska (německy: Freiheitliche Partei Österreichs, FPÖ) je pravicovo-národní politická strana v Rakousku. V letech 2017–2019 byla koaličním partnerem Rakouské lidové strany v první vládě kancléře Sebastiana Kurze. FPÖ byla v této vládě zastoupena mj. vicekancléřem, předsedou strany Heinzem-Christianem Strachem.
FPÖ je stranou s prvky národního konzervatismu. Po zářijových volbách v roce 2024 s výsledkem 28,89% hlasů je nejsilnější politickou stranou v rakouské Národní radě. Je zastoupena ve všech zemských parlamentech. Od roku 2014 disponovala čtyřmi europoslanci Evropského parlamentu. Ve volbách do Evropského parlamentu v roce 2019 získala tři mandáty. Voličskou základnu tvoří zejména drobní podnikatelé, zaměstnanci, nejmladší voliči a lidé nespokojení s přistěhovalci a se situací v Evropské unii. V ekonomické rovině zastává středové postoje.
Strana spolupracuje s ruskou vládní stranou Jednotné Rusko.

## Historie
FPÖ byla založena v roce 1956 přetvořením ze Svazu nezávislých (VdU). Dlouhou dobu byla vnímána jako strana bývalých nacistů, což jí znemožňovalo vstup do vlády. Pod vedením liberálního křídla v čele s Norbertem Stegerem vstoupila v roce 1983 do vlády s sociálními demokraty (SPÖ). V roce 1986 se však vedení strany chopil Jörg Haider, pod jehož vedením se strana transformovala na stranu nacionalistickou, což vedlo k rozpadu koalice s SPÖ, tj. k uplatňování ze strany SPÖ tzv. Vranitzkého doktríny (německy Vranitzky-Doktrin, zrušena pod vedením sociálnědemokratického kancléře Christiana Kerna před parlamentními volbami v roce 2017). FPÖ postupně posilovala, a to navzdory tomu, že se od ní v první polovině 90. let odtrhlo Liberální fórum. Postupně Svobodní zesílili v roce 1999 až na 26,9 % a zajistili si účast v kabinetu Wolfganga Schüssela s rakouskými lidovci (ÖVP). Haider po sestavení vlády odešel z čela strany.
Vládní koalice se v roce 2002 předčasně rozpadla a strana pod vedením Herberta Haupta následně v předčasných volbách drasticky oslabila na 10 %. Začátkem roku 2003 však opět vstoupila do Schüsselovy vlády. Po další sérii oslabení a vnitrostranických sporů se křídlo kolem korutanského hejtmana Haidera odštěpilo  novou stranu Svaz pro budoucnost Rakouska. Do ní přešlo 16 z 18 poslanců FPÖ a všichni tři dosavadní ministři za FPÖ. Zdecimovaní Svobodní zvolili na konci dubna do svého čela současného předsedu Stracheho, pod jehož vedením zaznamenala FPÖ opět vzestup v parlamentních volbách roku 2006, kde Svobodní skončili s 11 % a 21 mandáty těsně čtvrtí.
Po dalších předčasných volbách, způsobených rozpadem velké koalice SPÖ a ÖVP, posílili již na 17,54 % s 34 mandáty a získali zpět křeslo druhého viceprezidenta Národní rady, kterým se stal Martin Graff. FPÖ od roku 2008 zvolna posiluje i v zemských volbách, a to zejména na úkor sociálních demokratů. V roce 2013 získala 21,4 % hlasů a 42 mandátů v Národní radě.

### Prezidentské volby 2016
Do prezidentských voleb v dubnu roku 2016 kandidoval za stranu Norbert Hofer, který zvítězil v prvním kole s výsledkem 36,4 %, a postoupil tak do druhého kola, v kterém se utkal s Alexanderem Van der Bellenem. V napínavém druhém kole v květnu roku 2016 obdržel Norbert Hofer 49,7 % hlasů a nebyl zvolen rakouským prezidentem. Avšak Ústavní soud volbu zrušil a došlo k opakování druhého kola.
Poté, co stranický kandidát Norbert Hofer těsně neuspěl ve druhém kole prezidentských voleb v květnu 2016, se Svobodní vyjádřili, že by mělo být zrušeno korespondenční hlasování, které v posledku rozhodlo o výsledku voleb. Strana posléze formálně napadla volební výsledky. Ústavní soud dal FPÖ za pravdu a volby se opakovaly. V nich však znovu zvítězil Alexander Van der Bellen.

### Kauza s kontroverzní videonahrávkou
V pátek 17. května 2019 informovaly německý deník Süddeutsche Zeitung a časopis Der Spiegel o kontroverzní videonahrávce z hotelu na ostrově Ibiza, na které se pár týdnů před rakouskými parlamentními volbami domlouval s nastraženou provokatérkou předseda FPÖ Heinz-Christian Strache na mediální podpoře v parlamentních volbách na stránkách nejčtenějšího rakouského deníku Kronen Zeitung. Mělo to být výměnou za přidělení státních zakázek ve prospěch údajné investorky, která se vydávala za neteř rusko-turkmenského oligarchy Igora Makarova, a s níž Strache a jeho spolupracovník Gudenus vedli onen tajně natáčený rozhovor. Žena během schůzky fingovaně tvrdila, že plánuje koupit deník Kronen Zeitung a investovat v Rakousku v přepočtu více než 6,5 miliardy korun. Během schůzky také opakovaně naznačila, že jde o černé peníze.
Kauza vyvolala okamžitou rezignaci rakouského vicekancléře a předsedy FPÖ Heinze-Christiana Stracheho, rozpad rakouské vládní koalice a uspořádání předčasných parlamentních voleb.
Podnikatel Igor Makarov se od nahrávky distancoval a uvedl, že žádnou neteř nemá. K videonahrávce se později přihlásil v Íránu narozený vídeňský právník Ramin Mirfakhrai.

## Program
- Nesouhlas s přistoupením Turecka k EU.
- Odmítnutí evropské ústavy.
- Odmítnutí zvýšení příspěvků EU.
- Zpřísnění zákona o občanství.
- Účinný boj proti podvodům v oblasti azylu, omezení masového přistěhovalectví
- Zrušení sankcí, které EU uvalila na Rusko[15] a vazby na Rusko vůbec.[16]
- Udržování vztahů s Višegrádskou skupinou

## Volební výsledky

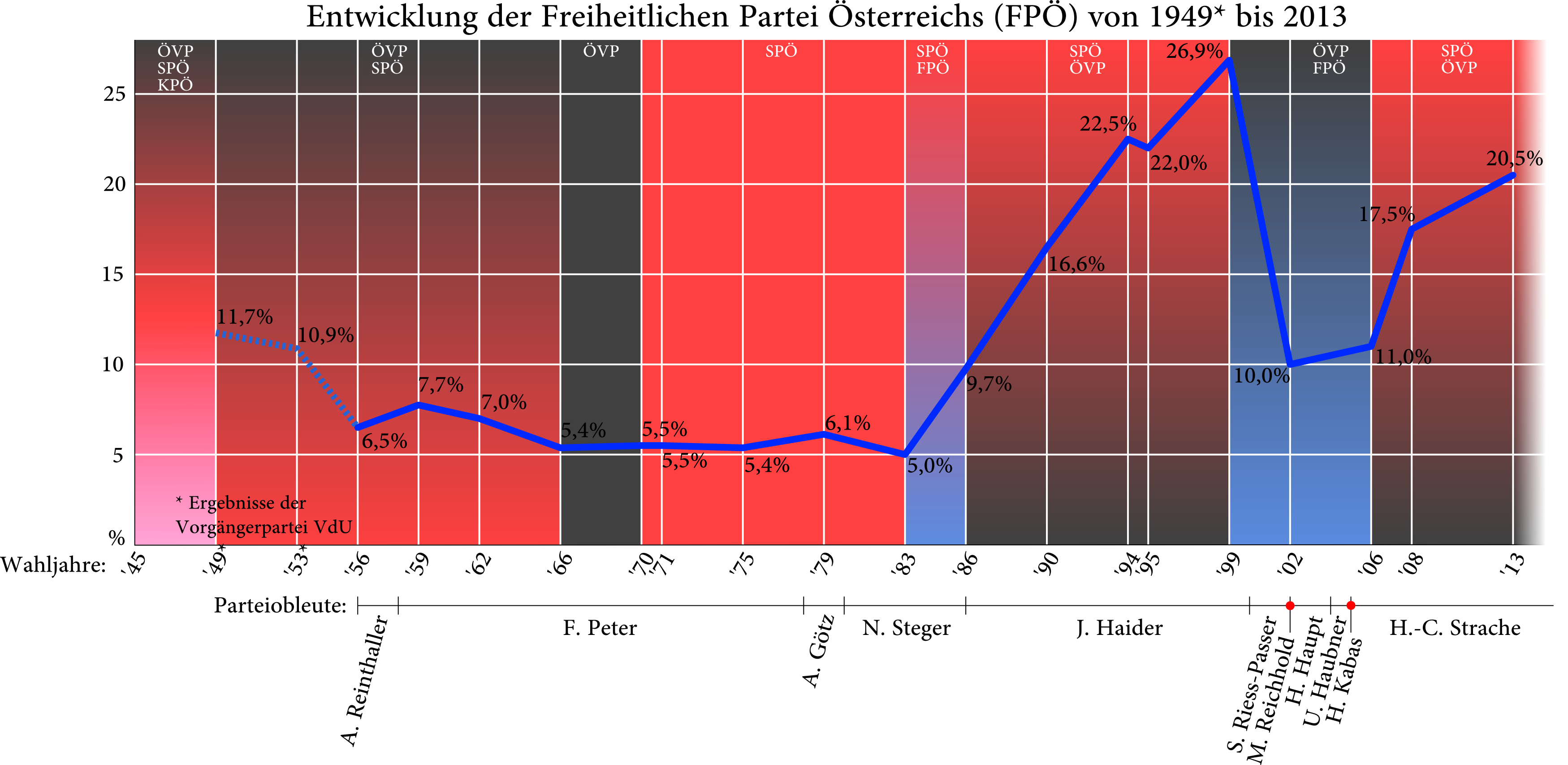
Volby do Národní rady (1945-2013)

### Volby do národní rady
| Volební rok | Celkový počet hlasů | Hlasy v % | Počet mandátů |
| ----------- | ------------------- | --------- | ------------- |
| 1956        | 283 749             | 6,5 %     | 6             |
| 1959        | 336 110             | 7,7 %     | 8             |
| 1962        | 313 895             | 7,0 %     | 8             |
| 1966        | 242 570             | 5,4 %     | 6             |
| 1970        | 253 425             | 5,5 %     | 6             |
| 1971        | 248 473             | 5,5 %     | 10            |
| 1975        | 249 444             | 5,4 %     | 10            |
| 1979        | 286 743             | 6,1 %     | 11            |
| 1983        | 241 789             | 5,0 %     | 12            |
| 1986        | 472 205             | 9,7 %     | 18            |
| 1990        | 782 648             | 16,6 %    | 33            |
| 1994        | 1 042 332           | 22,5 %    | 42            |
| 1995        | 1 060 175           | 22,0 %    | 41            |
| 1999        | 1 244 087           | 26,9 %    | 52            |
| 2002        | 491 328             | 10,0 %    | 18            |
| 2006        | 519 598             | 11,0 %    | 21            |
| 2008        | 857 028             | 17,5 %    | 34            |
| 2013        | 962 313             | 20.5 %    | 40            |
| 2017        | 1 316 442           | 26.0 %    | 51            |
| 2019        | 772 666             | 16.2 %    | 31            |

### Volby do Evropského parlamentu
| Volební rok | Celkový počet hlasů | Hlasy v % | Počet mandátů |
| ----------- | ------------------- | --------- | ------------- |
| 1996        | 1 044 604           | 27,53 %   | 6             |
| 1999        | 655 519             | 23,40 %   | 5             |
| 2004        | 157 722             | 6,31 %    | 1             |
| 2009        | 364 207             | 12,71 %   | 2             |
| 2014        | 556 835             | 19,72 %   | 4             |
| 2019        | 650 114             | 17,2 %    | 3             |

### Prezidentské volby
| Volební rok | Kandidát              | Celkový počet hlasů            | Hlasy v %     |
| ----------- | --------------------- | ------------------------------ | ------------- |
| 1980        | Wilfried Gredler      | 751 400                        | 16,9 %        |
| 1986        | Otto Scrinzi          | 55 724                         | 1,2 %         |
| 1992        | Heide Schmidtová      | 761 390                        | 16,4 %        |
| 2010        | Barbara Rosenkranzová | 481 923                        | 15,24 %       |
| 2016        | Norbert Hofer         | Vítěz 1. kola Poražený 2. kola | 36,4 % 49,7 % |